# Les Rugbymen
 (octobre 2017).
Les Rugbymen est une série de bande dessinée, dessinée par Poupard et scénarisée par Béka, racontant les péripéties du club de rugby à XV de la ville fictive de Paillar, située dans le Sud-ouest de la France.
Des extraits de la bande-dessinée ont servi à illustrer l'album Panini Rugby 2009.

## Personnages

### L'équipe
- Bernard Duteroir, dit « l'entraîneur » : comme il affirme en roulant les « r », « 30 tourrrrrs de terrrrrain et 150 pompes, ça soude le grrroupe » ;
- Jeannot Lepilar, dit « La Couâne » (pilier) : aussi affamé de victoire que de repas d'après match ;
- Jérôme Lenclume, dit « Loupiote » (talonneur) : c'est pour son courage et son sens de l'amitié qu'il est « t-à-l'honneur » ;
- Frédéric Castagne, dit « L'Anesthésiste » (deuxième ligne) : ceux qu'il a « opérés » ne mangent plus que de la soupe ;
- Hervé Gueulard, dit « La Teigne » (demi de mêlée et capitaine) : même sur le brancard, il continue à hurler ses consignes ;
- Thomas Laguibole, dit « Bourrichon » (arrière) : trouve toujours des jolies filles ravies de soigner ses plaies et ses bosses à la fin du match
- Hugues Cap, dit « L'Ingénieur » (trois-quarts centre) : il a la tête bien pleine, espérons qu'il l'ait aussi bien dure ;
- Jonas Frilung, dit « Le sécateur » (troisième ligne) : implacable quand il s'agit de plaquer.

### Le village
Personnages :
- André et Boniface, les petits vieux : chaud supporters et n'hésitent pas à se battre pour l'équipe ;
- Andrew : l'Anglais venu, avec sa femme Barbara, s'installer à Paillar ;
- Nathalie Laligne, la diététicienne : impose un régime alimentaire à l'équipe à l'exception de Bourrichon avec lequel elle a une idylle ;
- Jean-Claude Lindustri : Président du club, il dirige la conserverie de Paillar, spécialisée dans la cochonnaille ;
- Claudia Lindustri : fille de Jean-Claude Lindustri ;
- Pierre : le barman de l'Albala-Digeo ;
- Marinette Lepilar : la maman de La Couâne et la tante de Loupiote, cuisinière émérite ;
- Laurent Tamalou : le soigneur du club ;
- Candice Tamalou : petite sœur du soigneur ;
- Madame Castagne : la femme de L'Anesthésiste, aussi petite et menue que lui est grand et costaud ;
- Madame Gueulard : la femme de La Teigne, aussi grande et grosse que son mari est petit et menu. Détail : elle n'hésite pas à frapper les joueurs adverses qui blessent son mari...
- Monsieur Lepilar : le père de La Couâne et tonton de Loupiote, lui-même ancien joueur de Paillar. N'a pas toujours le dernier mot, ni avec son fils, ni avec son épouse... Nostalgique du « rugby d'autrefois » ;
- Katia : Loupiote est fou amoureux d'elle, mais ça foire lamentablement à chaque fois...
- Arthur Castagne : fils de « L'Anesthésiste » coiffé d'une casquette du PAC ;
- M. Paneth : le député de la région de Paillar ;
- Fabien Gafatoy : le docteur de l'entraîneur ;
- Bébert : fan de l'équipe de Paillar et producteur de leurs ballons ;
- L'entraîneuse : entraîneuse de l'équipe de Paillar des filles ;
- Pépé Remborde : ancien de Paillar ;
- Papy Camoles : ancien de Paillar ;
- M. Iherbai : arbitre très proche des joueurs ;
- La Maîtresse : maîtresse d'Arthur Castagne ;
- Le curé : il a la particularité de porter en permanence le maillot de l'équipe de Paillar au-dessus de sa soutane. Il a également une conception très personnelle des saintes écritures (notamment « tu ne feras point de passe en avant », « tu ne frapperas ton prochain que si l'arbitre a le dos tourné »...).

Bâtiments :
- L'Albala-Digeo : le bar-restaurant du village ;
- La Garuche : ferme où vit La Couâne et ses parents ;
- Le terrain de rugby et le club house ;
- Les assureurs :
  - D.Gadézo ;
  - V.C & company ;
  - Banus Molus ;
- Discothèque Le Planchot ;
- Boîte de nuit La Gonfle ;
- Chez Pat'Apin (boulangerie).

### Lieux visités par le PAC
- L'Angleterre (tome 3 et tome 13) ;
- La Nouvelle-Zélande (tome 5) ;
- Le camping de la plage (tome 7). Personnages rencontrés :
  - Didier, patron du camping ;
  - La Garruche, rugbyman et ami de Loupiote et La Couâne ;
- L'Écosse, la petite ville d'Alfépaïnte (tome 8). Personnages rencontrés :
  - Mac Hykett, capitaine de l'équipe de rugby de la ville ;
  - Mac Arrur, joueur de rugby du club ;
  - Mac Asserol, joueur de rugby du club ;
  - Mac Laque, joueur de rugby du club ;
  - Mac Eunotte, joueur de rugby du club ;
- Les îles Fidji, la petite île d'Ovalialo (tome 9). Personnages rencontrés :
  - Sossatoulépla, joueur de rugby de Ripaille, rival de Paillar ;
  - Kestuboua, cousin de Sossatoulépla ;
  - Dousséfragilalafoua, mère de Sossatoulépla ;
  - Fétouhététoua, frère de Sossatoulépla ;
- Le Japon (entreprise de foie gras, école de rugby) (tome 10). Personnages rencontrés :
  - Hagueri Hokou ;
  - Tapabû Toutontei ;
- Cabaret le Crazy Ours, parodie du Crazy Horse (tome 11) ;
- L'Italie, Venise (tome 12). Personnages rencontrés :
  - Angelo, entraineur des jeunes de Trévise ;
- Le pays de Galles (tome 13) ;
- Centre d'entrainement de Marcatraz, parodie de Marcoussis, et de la célèbre prison d'Alcatraz (tome 14).

## Albums
- Tome 1 : (2005) On va leur mettre les poings sur les yeux !  (ISBN 2-915309-61-2)
- Tome 2 : (2005) Si on gagne pas, on a perdu !  (ISBN 2-35078-048-1)
- Tome 3 : (2006) On n'est pas venus pour être là !  (ISBN 2-35078-073-2)
- Tome 4 : (2007) Dimanche prochain, on jouera samedi !  (ISBN 2-35078-228-X)
- Tome 5 : (2007) On va gagner avec le lard et la manière  (ISBN 978-2-35078-299-7)
- Tome 6 : (2008) On commence à fond puis on accélère !  (ISBN 978-2-35078-384-0)
- Tome 7 : (2009) Le résultat on s'en fout ! Il faut gagner !  (ISBN 978-2-35078-586-8)
- Tome 8 : (2010) En face, ils ont 15 bras et 15 jambes comme nous !  (ISBN 978-2-35078-826-5)
- Tome 9 : (2011) Si on gagne, c'est le gâteau sur la cerise !  (ISBN 978-2-81890-690-3)
- Tome 10 : (2012) Les gars, ensemble on est un groupe électrogène !  (ISBN 978-2 81890-834-1)
- Tome 11 : (2013) On mène, mais gardons les pieds sur la tête !  (ISBN 978-2-8189-2216-3)
- Tome 12 : (2014) Aujourd'hui on laisse le cerveau au vestiaire !  (ISBN 978-2-8189-2548-5)
- Tome 13 : (2015) Ruck and maul pour un maillot ! (ISBN 978-2-8189-3399-2)
- Tome 14 : (2016) On a déboulé à Marcatraz ! (ISBN 978-2-8189-3471-5)
- Tome 15 : (2017) On est 15 comme les 5 doigts de la main !  (ISBN 978-2-8189-4072-3)
- Tome 16 : (2018) Le rugby, c'est un sport de compact !  (ISBN 978-2-8189-4377-9)
- Tome 17 : (2019) On s'en fout qui gagne tant que c'est nous  (ISBN 978-2-8189-6721-8)
- Tome 18 : (2020) Le rugby, c'est un sport de gonzesses !  (ISBN 978-2-8189-7492-6)
- Tome 19 : (2021) À partir de maintenant, on fait comme d'habitude !  (ISBN 978-2-8189-8369-0)
- Tome 20 : (2022) On va finir en botté !  (ISBN 978-2-8189-9201-2)
- Tome 21 : (2023) On est chez nous, alors d'entrée on joue chez eux !  (ISBN 9782818997789)
- Tome 22 : (2024) Dans le premier quart d'heure, on joue 20 minutes à fond !  (ISBN 9791041103232)
- Tome 23 : (2025) Cet après-midi, vous avez carte bleue !  (ISBN 9791041109319)

## Les petits rugbymen
Les petits rugbymen, écrit par Béka et Poupard, est une série sous forme de roman et non sous forme de BD qui retrace les aventures des personnages mythiques des rugbymen lors de leur enfance.
- Tome 1 : (2010) Le pic du Grand Maul  (ISBN 978-2-35078-921-7)
- Tome 2 : (2011) L'interro et la surprise  (ISBN 978-2-8189-0268-4)
- Tome 3 : (2012) Mystère à Rugby  (ISBN 978-2-8189-0846-4)
- Tome 4 : (2013) Le tournoi des six vallées  (ISBN 978-2-8189-2386-3)
- Tome 5 : (2014) La colo  (ISBN 978-2-8189-3083-0)

## Hors-série
Début septembre 2007, la maison d'édition Bamboo a publié dès 2008 et jusqu'en 2013 le calendrier des Odieux du stade, pastiche du calendrier Les Dieux du stade du Stade français.
- Les Rugbymen présentent : Le rugby et ses règles. Livre écrit en collaboration avec l'ancien arbitre international Joel Jutge, qui explique toutes les règles du rugby. Les personnages de la BD illustrent les pages du livre. Le livre est actualisé tous les deux ans. Première édition :  (ISBN 978-2-8189-0028-4) . Édition 2018  (ISBN 978-2-8189-4414-1)
- Les Rugbymen. Best of 10 ans  (ISBN 978-2-35078-494-6)
- Best-Or Les Rugbymen. Tome 1 : Le Rugby en BD (paru le 26 janvier 2011)  (ISBN 978-2818902547)
- Best-Or Les Rugbymen. Tome 2 : La troisième mi-temps (paru en 2012)  (ISBN 978-2818922071)
- Best-Or Les Rugbymen. La grande famille du tournoi (édition limitée paru en 2014 pour le Tournoi des Six Nations)
- Best-Or Les Rugbymen. Les Rugbymen présentent La grande famille du tournoi (paru 21 janvier 2015)  (ISBN 978-2818932346)